# Сату Ноу (Сирецел)
Ново село (рум. Satu Nou) насеље је у Румунији у округу Јаши у општини Сирецел. Oпштина се налази на надморској висини од 351 m.

## Становништво
Према подацима из 2011. године у насељу је живело 138 становника.